# Aly Arriola
Christofer Aly Arriola Flores (sinh ngày 22 tháng 11 năm 1987) là một cầu thủ bóng đá người Honduras thi đấu cho câu lạc bộ El Salvador Municipal Limeño.